# Tania de los Bosques
Tania de los Bosques es una empresaria española. Lidera MamiSigna, un proyecto educativo de lengua de signos enfocado a bebés de 0 a 3 años, y Flores Ohana, una empresa de decoración floral con plantas y flores artificiales.

## Trayectoria
De los Bosques es Técnico de interpretación de Lengua de Signos y diplomada en Relaciones Laborales. Además, se ha convertido en experta en comunicación gestual infantil de 0 a 3 años, basada en la crianza respetuosa y la filosofía Montessori, es intérprete de lengua de signos española y educadora certificada en disciplina positiva por la Positive Discipline Associaton (PDA) de Estados Unidos.
En 2017, creó MamiSigna un proyecto educativo cuyo objetivo es fomentar la comunicación y la estimulación temprana de bebés de 0 a 3 años a través de la lengua de signos. En relación con este proyecto, publicó en 2020 el libro titulado Educar, amar, signar en el que explica cómo utilizar la lengua de signos para fomentar la comunicación con los bebés, desde la perspectiva de la crianza respetuosa, antes de que desarrollen el habla. Con MamiSigna, De los Bosques también pretende fomentar la inclusión social de las personas sordas.
En 2019, junto a su madre y su marido, creó Flores Ohana. Esta empresa, cuyo nombre es una palabra hawaiana que significa familia, está especializada en flores y plantas artificiales hiperrealistas. Su motivación para crear esta empresa fue ofrecer una alternativa floral que no requiera demasiados cuidados ni agua. Por ese motivo, están adheridos al sello de Responsabilidad Social de Aragón (RSA) y también al Pacto de Luxemburgo para trabajar en los Objetivos de Desarrollo Sostenible (ODS) para 2030.

## Obra
- 2020 – Educar, amar, signar. Sar Alejandría Ediciones. ISBN 9788417995447.[9]